# Сурукура
Сурукура (Trogon surrucura) — вид птахів родини трогонових (Trogonidae).

## Поширення
Вид поширений в Південній Америці. Мешкає у вологих лісах і прилеглих місцях проживання в південно-східній частині Бразилії, Східному Парагваї та на північному сході Аргентини та Уругваю.

## Опис
Птах завдовжки до 26 см. Дорослий самець має сині голову та груди, чорнуваті щоки та горло, зелену або бірюзову спину, темно-сірі крила з білими плямами та білу нижню частину хвоста. Північний підвид T. s. surrucura має червоні черевце і навколоочне кільце, а південний підвид T. s. aurantius має жовто-помаранчеве черево та жовте навколоочне кільце.

## Спосіб життя
Харчується комахами та їхніми личинками, хробаками та молюсками, а також плодами, особливо пальми Euterpe edulis. Гніздо облаштовує в термітниках на деревах, іноді в дуплах сухих дерев або кактусах. Самиця зазвичай відкладає два яйця.

## Підвиди
Виділяють два підвиди:
- T. s. aurantius von Spix, 1824 —  східно-центральна та південно-східна Бразилія
- T. s. surrucura Vieillot, 1817